# Horizon Zero Dawn
Horizon Zero Dawn è un videogioco action RPG sviluppato da Guerrilla Games e pubblicato da Sony Interactive Entertainment per PlayStation 4 nel 2017 e successivamente per Microsoft Windows nell'estate 2020. È il primo capitolo dell'omonima serie Horizon.
La storia segue le avventure di Aloy, una cacciatrice che vive in un mondo postapocalittico dominato da robot ostili (le "Macchine"), dove gli esseri umani sono riuniti in fazioni tribali. Avendo vissuto fin da bambina da emarginata dalla sua stessa tribù, Aloy decide di scoprirne il motivo e di cercare delle risposte sul suo passato e sulla calamità che ha colpito l'umanità. Il gioco mette a disposizione un open world esplorabile liberamente, con un gran numero di missioni principali e secondarie da completare. Il giocatore può combattere le Macchine con lance, armi da lancio e tattiche stealth, avendo poi la possibilità di saccheggiare i resti dei nemici dopo averli sconfitti per ottenere utili risorse. Un sistema di sviluppo ad albero permette ad Aloy di imparare nuove abilità e di ottenere utili bonus passivi.
Lo sviluppo del gioco è iniziato nel 2011, una volta che Guerrilla Games aveva completato lo sviluppo di Killzone 3, rappresentando, secondo il direttore Mathijs de Jonge, l'idea "più rischiosa" che la casa di sviluppo avesse mai proposto. Horizon Zero Dawn è stata la prima nuova proprietà intellettuale (IP) sviluppata da Guerrilla Games dall'uscita di Killzone nel 2004, e ha rappresentato il primo tentativo dello studio di sviluppare un gioco di ruolo. Il motore grafico utilizzato, Decima, era stato sviluppato per Killzone: Shadow Fall ed è stato poi modificato per adattarlo a Horizon Zero Dawn.
È stato presentato all'E3 2015, al quale su quattro candidature ha vinto la categoria di gioco più originale. Il 6 giugno 2016 è stato pubblicato un nuovo video promozionale in cui è stata annunciata la data di uscita per il 28 febbraio 2017 in Nord America e il 1º marzo in Europa. Il gioco è stato accolto positivamente dalla critica, che ha lodato l'open world, la storia, l'aspetto grafico, il gameplay, il personaggio di Aloy e la performance fornita dalla sua doppiatrice nella versione originale, l'attrice Ashly Burch, nonostante alcune critiche rivolte ai dialoghi, al combattimento corpo a corpo e ai modelli dei personaggi. È il titolo di esordio per una nuova IP su PlayStation 4 di maggior successo di sempre, avendo venduto a giugno 2017 oltre tre milioni di copie ed essendo quindi il secondo titolo per PlayStation 4 più venduto di sempre. Un'espansione chiamata The Frozen Wilds è stata pubblicata il 7 novembre 2017.
Una versione remastered del gioco, intitolata Horizon Zero Dawn Remastered, è stata resa disponibile il 31 ottobre 2024 per PlayStation 5 e Windows offrendo più di 10 ore di dialoghi ri-registrati, e miglioramenti grafici.

## Sviluppo
Lo sviluppo del gioco è iniziato nel 2011, appena dopo l'uscita di Killzone 3. Viene presentato per la prima volta all'E3 del 2015 e inizialmente il gioco doveva essere lanciato nel 2016, ma l'uscita viene poi posticipata nel 2017. Mathijs De Jonge, il game director di Horizon Zero Dawn ha rilasciato un'intervista a Noclip rivelando alcuni dettagli sulla realizzazione del gioco. La prima versione di gioco includeva una modalità cooperativa, tuttavia, Guerrilla ha dovuto rimuoverla, perché avrebbe dovuto sacrificare il 50% di contenuti proposti nella versione finale.
La mappa di gioco all'inizio era 50 volte più grande di quella del gioco definitivo; il motivo della riduzione della proporzione della mappa è dovuto al fatto che Guerrilla voleva che capitasse ogni 200 metri un evento occasionale. Con una mappa così grande sarebbe stato impossibile. Infatti, gli sviluppatori hanno dichiarato che la mappa di gioco era più grande di quelle di Grand Theft Auto V e di The Elder Scrolls V: Skyrim messe insieme, rendendola di fatto di proporzioni gigantesche, e per questo, avrebbe occupato troppa memoria. In origine i nemici includevano solo le macchine, ma sono stati poi aggiunti anche antagonisti umani per rendere il gioco più vario. Lo studio, inoltre, avrebbe tagliato una meccanica simile al sistema Fulton presente in Metal Gear Solid: Peace Walker e The Phantom Pain, il quale permetteva ad Aloy di inviare a un deposito alcune macchine che venivano poi lanciate in aria e raccolte da una nave pirata volante. Il team decise di rimuoverla dal gioco perché era troppo complicata e non si inseriva coerentemente con la storia, la sua mitologia e il suo contesto culturale e tecnologico. Ashly Burch, la doppiatrice di Aloy, e Ben McCaw, il lead writer, hanno dichiarato che per la storia principale si sono ispirati ad alcuni racconti biblici come Ben-Hur e I dieci comandamenti.
In un'intervista del 2019, il direttore artistico Mathijs De Jonge ha dichiarato che per creare il gioco si è ispirato a numerosi media, tra cui libri, film, serie televisive e naturalmente videogiochi. In quest'ultimo campo rivela che è stato particolarmente significativo Resident Evil 4 perché infatti lo ha definito un Sacro Graal in termini di level design, meccaniche di gioco e nemici. Un altro gioco da cui si è ispirato è The Last of Us, dicendo che è rimasto molto colpito dal finale, definendolo profondamente commovente, cosa molto rara in un videogioco. Per questo motivo, ha deciso di rendere il finale di Horizon Zero Dawn anch'esso commovente.

## Trama
Pianeta Terra del XXXI secolo d.C. Corrono gli anni 3000 e siamo in America, in ciò che resta degli Stati Uniti Occidentali. Nell'anno 3021, in questo mondo post-apocalittico dominato dalle "Macchine" e in cui l'umanità è regredita in tribù primitive, tra le montagne che un tempo costituivano lo stato americano del Colorado, viene alla luce una bambina da una struttura ubicata all'interno di una montagna. Temendo che la neonata non fosse di origini umane, le Matriarche della tribù dei Nora la bollarono come Emarginata e la affidarono alle cure di Rost, un altro Emarginato, che decise di chiamarla Aloy.
Passano gli anni e Aloy cresce sotto l'ala di Rost, pur consapevole che non sia suo padre, imparando l'arte della caccia e della sopravvivenza. Un giorno, fuggendo al controllo di Rost, incappa in una struttura dei Predecessori, e vi trova un apparecchio, denominato Focus (una specie di visore per la realtà aumentata), il quale una volta indossato e attivato inizia a mostrare informazioni e immagini invisibili a occhio nudo. Il giorno successivo la piccola Aloy, dopo un'iniziale protesta da parte di Rost, usa il Focus per salvare un ragazzo Nora da un branco di Macchine che lo avevano circondato. Tuttavia riceve sdegno quando il padre del ragazzo scopre che è una Emarginata, creando frustrazione in Aloy circa il suo status di reietta. Decisa a scoprire le proprie origini, si addestra intensamente per affrontare la Prova, la cui vittoria non solo le avrebbe consentito il diritto di essere considerata di nuovo una Nora e far parte della tribù, ma le avrebbe anche dato la possibilità di parlare con le Matriarche, l'unico modo per scoprire quali fossero le proprie origini.
Dodici anni dopo e dunque maggiorenne, Aloy è pronta ad affrontare la Prova. Il giorno della Prova, Rost dona ad Aloy un ciondolo, consapevole che in caso di vittoria si sarebbero separati per sempre. Nonostante le proteste di Aloy e la sua promessa di incontrarlo comunque di nascosto, Rost afferma che sarebbe andato dove Aloy non lo avrebbe mai trovato. Giunge quindi il momento della Prova e Aloy, prima della gara, nota tra la folla un uomo con un Focus identico al suo e che risponde al nome di Olin. Nonostante lo scherno degli altri partecipanti e attraverso mille difficoltà, Aloy riesce a guadagnare l'agognato primo posto nella Prova, ma durante la premiazione i partecipanti vengono assaliti da un non meglio identificato gruppo armato. Aloy viene aggredita da un uomo che tenta di scaraventarla da un burrone: a sorpresa interviene Rost, che tuttavia viene ucciso nello scontro. L'uomo, di nome Helis, ordina di incendiare il luogo e, nell'esplosione che ne segue, Aloy precipita nel vuoto.
Si sveglia alcuni giorni dopo nell'Abbraccio della Madre (il centro della tribù dei Nora), attorniata dalle Matriarche che la credevano ormai in fin di vita. Recuperati i suoi oggetti e il Focus, Aloy vede la proiezione di una donna quasi identica a lei, ma che appare più anziana. Giunta davanti ad una grande porta, una voce comunica che l'accesso è negato in quanto non è possibile accettare il codice genetico di Aloy a causa di una corruzione del Sistema. Gioiose del fatto che la Dea conoscesse Aloy, le Matriarche la nominano Cercatrice, quindi autorizzata ad uscire dalle Terre Sacre per scoprire di più sulla sua nascita.
Durante il viaggio, Aloy scopre che gli uomini che hanno assalito la Prova sono cultisti dell'Eclissi, i quali stanno eseguendo l'ordine di una IA nota come ADE, che per qualche ignota ragione esige la sua morte, e che grazie al Focus di Olin i cultisti hanno tracciato la sua posizione, assalendola alla Prova. Aloy giura quindi vendetta nei confronti di Olin e, dopo aver aiutato un Nora di nome Varl a ritrovare Sona, la Capoguerra Nora (nonché madre di Varl e anch'essa vittima dei cultisti, in quanto questi ultimi hanno ucciso sua figlia che partecipava alla Prova), riesce a tracciare la posizione di Olin presso uno scavo situato nel Domino, la regione della tribù Carja, dove antiche macchine da guerra sono state riportate in vita dall'Eclissi. Dopo aver attaccato con successo il sito e catturato Olin, Aloy scopre che quest'ultimo serviva i cultisti in quanto moglie e figli erano loro ostaggi. A questo punto il giocatore sceglie se risparmiare o uccidere Olin. É qui che per la prima volta Aloy ode attraverso il Focus una voce misteriosa che le annuncia di aver disattivato i Focus dei nemici per aiutarla nell'assalto.
Giunta nella città di Meridiana, capitale dei Carja, Aloy reincontra Erend, un membro della tribù degli Oseram che aveva incontrato prima della Prova, e che ora le chiede aiuto per trovare la sorella Ersa, recentemente scomparsa. Aloy accetta di aiutare Erend e grazie alla sua intelligenza e perspicacia, Ersa verrà ritrovata agonizzante dopo aver cercato di sgominare i piani di Dervahl, il cui intento era far detonare la città e uccidere Avad, re dei Carja, dopo che quest'ultimo aveva ucciso il padre Jiran (chiamato re Folle) e posto fine alla guerra dei "Giorni Rossi", cioè quando i Carja attaccavano e sacrificavano i membri delle vicine tribù per placare l'ira delle Macchine. Avad, grato per l'aiuto di Aloy, le offre un posto come regina, ma essa rifiuta, concentrata a raggiungere il suo scopo.
Continuando nel suo viaggio, Aloy giunge ai confini settentrionali del Dominio, cioè Fine del Creatore, dove dopo aver distrutto una imponente Macchina da guerra, entra in una immensa struttura che scopre essere appartenuta alla Faro Automated Solutions, una corporazione del Mondo Antico che si occupava di costruire Macchine, inizialmente per scopi pacifici ma in seguito anche per scopi bellici. Qui scopre la causa che ha segnato la fine del mondo dei Predecessori: nel 2064 iniziò la "Piaga di Faro", un glitch che dà alle Macchine la possibilità di autoreplicarsi e di nutrirsi di biomassa, senza il controllo umano. Vista l'ormai prossima fine della vita sulla Terra, la brillante scienziata Elisabet Sobeck, che in principio lavorava per Faro, dà il via al Progetto Zero Dawn, un sistema di terraformazione automatizzato controllato da una IA nota come GAIA, il cui compito era riportare la vita sulla Terra. GAIA controllava nove funzioni subordinate:
- ETERE, che avrebbe purificato e rigenerato l'atmosfera;
- POSEIDONE, che invece avrebbe purificato e rigenarato l'idrosfera;
- APOLLO, che avrebbe conservato tutta la conoscenza umana e istruito il nuovo genere umano affinché non commettesse gli stessi errori del passato;
- ARTEMIDE, che avrebbe rigenerato la fauna della Terra tramite gli embrioni crio-preservati di ogni singola specie animale conosciuta;
- DEMETRA, che avrebbe rigenarato la flora della Terra tramite gli embrioni crio-preservati di ogni singola specie vegetale conosciuta;
- ILIZIA, che avrebbe reintrodotto il genere umano grazie a banche di embrioni e DNA crioconservati;
- MINERVA, che avrebbe controllato ogni singola trasmissione inviata al sistema di terraformazione e, soprattutto, decifrato i codici per spegnere le Macchine di Faro;
- EFESTO, incaricato di costruire le nuove Macchine in strutture sotterranee, i Calderoni, così da supportare le altre funzioni addette alla pulizia del pianeta;
- ADE, che avrebbe resettato il processo di terraformazione se qualcosa fosse andato storto.

Tuttavia Ted Faro, creatore della Faro Automated Solutions, che non voleva che i suoi errori fossero scoperti dai posteri ed essere ricordato come l'artefice della fine del mondo, elimina il database di APOLLO, causa per cui l'umanità, una volta ricreata, è ripartita dallo stato tribale. GAIA riesce comunque a portare a termine il proprio compito riportando la vita sulla Terra esattamente mille anni dopo la Piaga di Faro.
Accade però un evento inaspettato: un segnale sconosciuto viene trasmesso alla struttura di GAIA Prime, trasformando le funzioni subordinate di GAIA in IA autonome: ADE inizia a resettare il processo di terraformazione e GAIA, prima di autodistruggersi per evitare che ADE ne prendesse il controllo, ordina ad ILIZIA di creare un clone di Elisabet Sobeck in modo che potesse accedere alla struttura di GAIA Prime e, attraverso l'override principale, disattivare ADE: Aloy quindi altri non è che un clone di Elisabet che, scambiato per la stessa dottoressa dagli identiscan, ha accesso a tutte le strutture di Zero Dawn.
A questo punto la voce misteriosa si rivela ad Aloy. Il suo nome è Sylens e in passato aveva stipulato un patto con ADE: in cambio delle conoscenze tecniche dell'IA, egli avrebbe fornito seguaci che avrebbero eseguito ogni suo ordine. Nacque così l'Eclissi, il cui scopo era riconquistare la città di Meridiana strappandola ad Avad. In realtà, Sylens fu raggirato in quanto lo scopo di ADE era di raggiungere l'antenna vicino a Meridiana per riattivare le macchine da guerra di Faro e provocare una nuova estinzione. Sylens, quindi, per sconfiggere ADE, si serve di Aloy in quanto capisce che è il mezzo migliore per raggiungere i suoi scopi.
La battaglia finale contro ADE a Meridiana porta l'unione di tutte le tribù dell'Est (Nora, Banuk, Carja e Oseram) alla vittoria contro l'Eclissi e alla vendetta di Aloy contro Helis. Dopo aver respinto l'attacco nemico insieme agli alleati incontrati via via nel suo viaggio, finalmente Aloy con l'Override Principale disattiva ADE e salva momentaneamente la Terra dall'estinzione. Dopo la battaglia Aloy è libera poiché, essendo una Cercatrice, potrà andare per sempre dove vuole; decide di rintracciare il luogo in cui si trova il corpo di Elisabet, recuperando da esso un ciondolo che rappresenta la Terra. Nel frattempo Sylens, segretamente, preleva ADE e lo porta via con sé nell'Ovest Proibito.

## Personaggi

### Tribù
- Nora : La tribù natia della protagonista Aloy. È una delle tribù considerate "selvagge" e si mantiene isolata dagli altri popoli.
- Carja : La tribù più sviluppata (anche militarmente), civilizzata e numerosa.
- Oseram : La tribù più avanzata dal punto di vista tecnologico tra le quattro ma la meno organizzata politicamente.
- Banuk : La tribù natia del misterioso Sylens. Tribù semi-nomade che si sposta spesso nelle zone innevate e fredde. Sono considerati selvaggi come i Nora.
- Tenakth : La tribù dei feroci guerrieri, sono molto ostili e tutto il loro corpo è coperto da disegni e pitture. Si sa molto poco su di loro poiché popolano i territori ignoti dell'Ovest Proibito.
- Utaru : Come per i Tenakth, si conosce poco su tale tribù. Indossano abiti fatti di lino, bambù, canapa e altri materiali naturali e popolano la parte est dell'Ovest Proibito.

### Personaggi principali
- Aloy: la protagonista della serie. Appartiene alla tribù Nora però viene affidata all'Emarginato Rost, in quanto trovata dalle Matriarche all'interno della caverna della Madre, e perciò cresciuta anch'ella come tale. Fino alla fine non sono chiare le origini di Aloy, né da dove essa provenga realmente.
- Rost: padre adottivo di Aloy ed emarginato della tribù dei Nora. Ha addestrato Aloy per poterle permettere di superare la Prova e così poter essere ammessa nella tribù. Rost non rivelerà mai perché sia stato emarginato, un segreto che si porterà nella tomba dopo essere stato ucciso da Helis nell'imboscata tesa ad Aloy.
- Teersa: Alta Matriarca dei Nora, fin dall'inizio crede che Aloy sia una benedizione da parte della Dea, in quanto trovata vicino alla porta all'interno della Madre, dove credono si trovi la Dea.
- Avad: secondogenito del Re Sole Folle Jiran e attuale Re Sole dei Carja, Avad disprezzò la crudeltà del padre durante i Giorni Rossi e, dopo la morte del fratello a opera dello stesso padre, riuscì a spodestarlo alleandosi con gli Oseram.
- Erend: membro della tribù degli Oseram che conosce Aloy durante un trattato di pace tra i Nora e i Carja insieme all'amico Olin.
- Helis: Campione del Re Sole Folle Jiran. Conosciuto come il Terrore del Sole, Helis ottenne la sua crudele fama durante i Giorni Rossi, venendo soprannominato il "Collezionista di corpi" dagli Oseram.

## Modalità di gioco
Horizon: Zero Dawn è stato realizzato con motore grafico Decima, di proprietà di Guerrilla Games e già utilizzato per Killzone: Shadow Fall e Until Dawn.
Il titolo è caratterizzato dall'estrema libertà di interazione con il mondo a disposizione, libertà che rappresenta, insieme con The Legend of Zelda: Breath of the Wild lo stato dell'arte per gli open world. La novità di Horizon, in realtà, non risiede tanto nelle soluzioni tecniche - già viste in titoli come Monster Hunter, Far Cry Primal e Tomb Raider - quanto nell'applicazione di queste soluzioni in un insieme fluido e coerente nel quale, tra l'altro, non esistono tempi di caricamento.
Nel gioco si è liberi di esplorare un'enorme mappa, formata da tre principali ecosistemi: le foreste, un grande deserto e una distesa di ghiaccio e montagne. È presente l'alternanza notte e giorno e anche il cambio atmosferico. Tali ecosistemi sono popolati da macchine che nelle sembianze ricordano animali e dinosauri. Pur essendo tutte tendenzialmente ostili, ciascuna "specie" mostra interazioni diverse: alcune attaccheranno perché intimorite dalla presenza umana, altre saranno manifestamente aggressive. Queste creature meccaniche possono essere distrutte oppure domate grazie a un override del sistema e utilizzate come cavalcature. Alcune macchine posseggono delle armi molto potenti che possono essere staccate e usate contro le creature robotiche.
Per eliminare le macchine si potranno impiegare varie armi, come l'arco, la fionda, una lancia o trappole da piazzare a terra. Le armi e gli abiti sono suddivise in tre categorie di colori che servono per specificare la potenza delle armi e resistenza degli abiti. I colori sono, partendo dal grado più basso, il verde, il blu e il viola che rappresentano rispettivamente i gradi Leggero, Medio e Pesante . Il sistema di commercio non è basato su una valuta, bensì sul baratto: una volta distrutte, le macchine possono essere depredate di alcune risorse, come parti di metallo e generatori elettrici, e tali materiali potranno essere scambiati per abiti e armi. Le armi e armature si potranno migliorare con dei potenziamenti speciali acquistabili dai mercanti o trovabili nelle carcasse delle macchine.
Aloy ha a disposizione un apparecchio elettronico chiamato Focus che tiene sempre attaccato all'orecchio destro. Il Focus sarebbe un moderno cellulare e computer che una volta attivato le permette di esaminare con più attenzione un'area attorno a sé trovando dettagli che a occhio umano sfuggono. Tale apparecchio può esaminare le macchine riuscendo a localizzare i punti deboli. Il Focus permette di evidenziare il percorso dei nemici facendo in modo di prepararsi o tendere trappole ai nemici. Le permette anche di ascoltare le registrazioni audio degli Antichi e vedere i messaggi olografici. L'apparecchio è in grado anche di memorizzare ogni oggetto che trova e Aloy lo può usare anche per copiare messaggi olografici degli Antichi.
Sono presenti diverse missioni secondarie che possono essere svolte in qualunque momento, inoltre alcune missioni secondarie si possono sbloccare andando avanti con la trama. Alcune missioni secondarie incideranno anche nella trama principale in base a come si relaziona coi personaggi.
È presente un albero delle abilità, potenziabile salendo di livello con l'esperienza ottenuta distruggendo macchine o completando missioni principali e secondarie, che andrà ad aumentare le capacità di caccia, la resistenza fisica o lo stealth. Man mano che si ottiene esperienza si sale di livello ottenendo un punto di abilità da utilizzare per sbloccare un'abilità. Il livello massimo è 50. Le abilità sono divise in tre categorie: Predatrice, Audace e Raccoglitrice.
Aloy potrà arrampicarsi sulle rocce e su altre strutture dotate di appositi appigli usando la tecnica del parkour. L'interazione con personaggi non giocanti permetterà di scegliere diverse opzioni di dialogo, utilizzando un sistema simile a quello delle serie Dragon Age e Mass Effect per approfondire di più la missione o per conoscere di più la persona con cui si parla.

## Edizioni speciali

### Deluxe Edition
Questa edizione include un arco da abbattimento Banuk, un pack Guardiana Nora, un abito da ranger della tempesta carja, un arco possente carja, un pack mercante carja, un pack viaggiatrice banuk e un artbook digitale.

### Limited Edition
Include uno Steel Book e un Art Book. Due set di archi e un costume da utilizzare nel gioco. Due pacchetti risorse da utilizzare nel gioco (uno a tema di commercio e un tema di viaggio)

### Collector's Edition
Include uno Steel Book e un Art Book. Una statua di Aloy. Due set di archi e un costume da utilizzare nel gioco. Tre pacchetti risorse da utilizzare nel gioco (uno a tema di commercio, un tema di viaggio e un tema di caccia).

### Complete Edition
Il 4 ottobre 2017 Sony annuncia la pubblicazione della Complete Edition, che è disponibile dal 6 dicembre 2017 e include il gioco base più il DLC The Frozen Wilds.

## Espansioni

### The Frozen Wilds
Il 16 marzo 2017, Guerrilla annuncia la lavorazione del primo DLC di Horizon Zero Dawn. All'E3 2017 Guerrilla annuncia il nome del DLC, chiamato The Frozen Wilds pubblicato il 7 novembre 2017. Gli sviluppatori hanno annunciato che è un contenuto molto corposo ed è ambientato in una nuova mappa con nuove macchine, armi e una nuova storia. Guerrilla Games a ottobre 2017 annuncia che The Frozen Wilds è l'unico DLC di Horizon Zero Dawn. I produttori rivelano che per creare la nuova area di gioco si sono ispirati al Parco nazionale di Yellowstone.
Tale contenuto è ambientato cronologicamente a un terzo durante la trama principale. I produttori hanno annunciato che The Frozen Wilds ha una durata di 15 ore. Per affrontare il DLC è necessario aver superato il livello 30. La nuova area, chiamata "Lo squarcio", si trova a nord-est della mappa ed è abitata dai Banuk. Aloy giunge in questo luogo innevato col compito di indagare su una nuova minaccia che opprime la zona. Tale DLC aumenta il livello di esperienza da 50 a 60, vengono introdotte quattro nuove categorie di macchine, un nuovo ramo delle abilità chiamato "Viaggiatrice", è possibile potenziare la lancia, vengono introdotte nuove armi e abiti, è possibile trovare nuovi oggetti scambiandoli per potenziamenti, viene introdotto un particolare oggetto trovabile in natura da usare per contrattare coi mercanti.
Fin dalla pubblicazione, The Frozen Wilds ha ricevuto recensioni positive. Il voto più alto di PlayStation LifeStyle (100/100). I voti più bassi sono di Gameblog.fr (70/100) e Destructoid (75/100). Il resto delle valutazioni ha ricevuto voti 80/100 e 90/100. È stata apprezzata l'ambientazione e lo scenario di una zona completamente innevata con un clima rigido e freddo da sopportare rendendo la nuova zona ricca di bei paesaggi. Ha avuto recensione positive per il miglioramento delle espressioni facciali. Alcune recensioni hanno definito l'avventura di "The Frozen Wilds" fantastica e da non perdere. Il canale Digital Foundry ha definito "The Frozen Wilds" una delle migliori esperienze di gioco attualmente fruibili in 4K, ha elogiato particolarmente la deformazione della neve ai movimenti e la scelta dei colori del paesaggio.

## Vendite
Nella prima settimana dall'uscita, Horizon Zero Dawn si è piazzato al primo posto tra i videogiochi più venduti nel Regno Unito.
Ha superato No Man's Sky come lancio di maggior successo di una nuova IP su PlayStation 4 ed è stato l'esordio di maggior successo di ogni genere su PlayStation 4 da Uncharted 4: Fine di un ladro, nonché il più grande debutto di sempre per Guerrilla Games.
In Giappone si è invece piazzato al secondo posto, vendendo quasi 117 000 copie nella prima settimana, superato da The Legend of Zelda: Breath of the Wild.
Horizon Zero Dawn è stato il secondo titolo più scaricato sugli store digitali di PlayStation 4 negli Stati Uniti nel mese di febbraio; dal momento che il gioco è uscito l'ultimo giorno di febbraio, sono state contate le vendite di un solo giorno.
È stato il videogioco più venduto nella prima settimana d'uscita in Australia.
Nel mese di marzo, è stato il secondo videogioco più venduto nel Regno Unito e il titolo più venduto su PlayStation 4.
È stato anche il titolo più scaricato su PlayStation Store di quel mese.
Si è piazzato al primo posto in classifica per le vendite del Regno Unito del 22 aprile 2017, e ha ottenuto l'ottavo posto nelle vendite in Giappone del 16 aprile.
Horizon Zero Dawn, a due settimane dall'uscita nei negozi, ha venduto 2,6 milioni di copie. Entro la fine del mese di giugno il gioco ha raggiunto le 3,4 milioni di copie vendute, di cui 915 000 digitali, rendendolo il secondo videogioco più venduto su Playstation 4.
Dal 12 al 18 giugno 2017 Horizon Zero Dawn è il videogioco più venduto nei mercati italiani.
A un anno dall'uscita del gioco, la Sony comunica che il gioco ha venduto 7,6 milioni di copie rendendo Horizon Zero Dawn il nuovo "First Party" più venduto su Playstation 4. Nel marzo 2019 Guerrilla rivela che il gioco ha venduto 10 milioni di copie diventando di fatto il 6° gioco più venduto per Playstation 4. A novembre 2021 il gioco ha raggiunto la quota di 20 milioni di copie vendute.

## Accoglienza
| Testata                               | Versione | Giudizio |
| ------------------------------------- | -------- | -------- |
| Metacritic (media al 30 ottobre 2024) | PS4      | 89/100   |
| Metacritic (media al 30 ottobre 2024) | PC       | 84/100   |
| Metacritic (media al 30 ottobre 2024) | PS5      | 85/100   |
| OpenCritic (media al 30 ottobre 2024) | varie    | 89/100   |
| Everyeye.it                           | PS4      | 9.2/10   |
| Game Informer                         | PS4      | 8.75/10  |
| GamesRadar+                           | PS4      | 4.5/5    |
| IGN                                   | PS4      | 9.3/10   |
| Polygon                               | PS4      | 9.5/10   |
| The Games Machine                     | PS4      | 9/10     |

Horizon Zero Dawn ha ricevuto recensioni estremamente positive, ottenendo sul sito Metacritic un punteggio medio di 89 su 100, basato su 115 recensioni. Il gioco è stato acclamato dalla critica per l'aspetto open world, la storia, la grafica, le meccaniche di combattimento, il design dei nemici e il personaggio principale.
Pete Hines, vicepresidente di Bethesda ha elogiato il gioco affermando che può essere il suo videogioco preferito dell'anno e si congratula con Guerrilla per l'ottimo lavoro svolto affermando infatti che se non avessero osato fare qualcosa di diverso non esisterebbe Horizon facendo l'esempio di Naughty Dog che ha creato The Last of Us invece di continuare a produrre solo la saga di Uncharted. Inoltre ha affermato che un buon videogioco può essere creato dopo aver curato ogni minimo dettaglio e farlo uscire solo dopo essere sicuri che sia pronto. La CD Projekt RED si congratula con Guerrilla Games per l'ottimo videogioco pubblicando su twitter un disegno dove Geralt di Rivia (protagonista della saga videoludica The Witcher) da il cinque ad Aloy. Guerrilla per ringraziare di tale disegno anch'essa pubblica su twitter un disegno di Geralt e Aloy intenti a iniziare una gara di caccia. Il produttore Yoko Taro di Nier: Automata ha elogiato Horizon Zero Dawn per l'incredibile grafica e le macchine disegnate con una fisica delicata e con dettagli precisi, inoltre ha affermato che Guerrilla si è sempre distinta per la grafica per la serie Killzone ma con Horizon ha raggiunto livelli talmente elevati al punto che possono farne una serie animata.
Colm Ahern di VideoGamer.com ha elogiato il gioco affermando che "cacciare le macchine e passare da un'arma all'altra è una cosa inebriante ma la cosa più avvincente è la ricerca di Aloy per scoprire la sua origine". Peter Brown di GameSpot ha elogiato il personaggio Aloy e il suo processo di maturazione durante il gioco. Lucy O'Brien di IGN ha ammirato molto il significato del gioco ma ha elogiato molto la personalità di Aloy, inoltre ha trovato il sistema di combattimento molto avvincente.
La rivista italiana The Games Machine ha assegnato al titolo un voto "ottimo" (9/10), definendolo «il gioco più spettacolare mai apparso su console».
Il sito web Everyeye.it ha assegnato al videogioco un punteggio di 9,2/10 definendolo "uno dei migliori Open-World di questa generazione".
Il regista John Carpenter ha elogiato il gameplay di Horizon Zero Dawn, affermando che "crea dipendenza grazie alla sua magnificenza".
Il padre della Xbox, Seamus Blackley, il 4 aprile è stato ospite del podcast The Inner Circle, dove ha lodato la Sony per il suo nuovo gioco.
Ai premi del 2018 della rivista statunitense Game Informer ha vinto il premio "Miglior Gioco Esclusivo Sony", "Miglior Trama" e "Miglior Protagonista".
La rivista online Polygon lo ha inserito nella classifica dei 50 videogiochi migliori del 2017 piazzandolo all'ottavo posto.
Il trailer sulla storia di Aloy è il trailer di un videogioco più visto dell'anno 2017.

## Riconoscimenti
- Game Critics Awards 2015 - Premio per il "Miglior gioco originale"
- Game Critics Awards 2016 - Premio per il "Miglior gioco originale"
- Develop Awards 2017 - Premio per la "Migliore animazione"
- Jerry Goldsmith Awards 2017 - Premio per la migliore colonna[45]
- Golden Calf 2017 - Premio per il "Miglior gioco interattivo"
- Golden Joystick Award 2017 - Premio per la "Migliore trama" e "Migliore gioco dell'anno per Playstation"
- Global Game Awards 2017 - Premio come "Miglior gioco originale"
- IGN's Best of 2017 Awards - Premio per "Miglior gioco per Playstation 4" e "Miglior Grafica"

## Opere correlate

### Sequel
L'11 giugno 2020, durante un evento streaming di Sony PlayStation, è stato mostrato il trailer del secondo capitolo della saga di Horizon, intitolato Horizon Forbidden West. Il 27 maggio 2021 viene mostrato il primo gameplay del gioco tramite uno State Of Play interamente dedicato ad esso. L'uscita del videogioco era prevista per il 2021, ma il 25 agosto 2021 il game director Mathis de Jong ha confermato il posticipo del gioco al 18 febbraio 2022.

### Spin-off
Nel giugno 2024 è stato annunciato LEGO Horizon Adventures, il quale reinterpreta gli eventi di Zero Dawn in un'ambientazione a tema LEGO, per Nintendo Switch, PlayStation 5 e Windows. Il gioco è disponibile dal 14 novembre 2024.

### Crossover
Nel 2018 all'uscita del videogioco Monster Hunter: World è stata resa nota la collaborazione con Guerrilla Games. In pratica il gioco permette ai giocatori di ottenere un set armatura basato su quello di Aloy, la protagonista di Horizon Zero Dawn. Oltre al costume che darà ai giocatori le sembianze di Aloy, indipendentemente dal sesso che si è scelti, si potrà ottenere anche l'arco di Aloy e il fido compagno di avventura si trasformerà in una vedetta di Horizon Zero Dawn. Per ottenere tali cose bisogna completare delle quest evento presenti nel gioco. Tale evento è stato reso disponibile dal 26 gennaio 2018 al 9 febbraio 2018.
Un secondo evento di Horizon Zero Dawn presente in Monster Hunter: World è stato reso disponibile. In pratica bisognerà completare una missione particolare, ovvero, uccidere un Anjanath. Una volta fatto si potrà ottenere l'accesso alla creazione dell'uniforme di Aloy e del suo arco.
Con l'espansione di Monster Hunter World: Iceborne viene portata avanti la collaborazione con Horizon Zero Dawn The Frozen Wilds, dove è possibile ottenere la Lanciatuono, arma presente sia su Horizon sia poi su Monster Hunter, il set armatura Tessitrice di Scudi e Banuk e infine un set armatura per il palico, ispirato al Gelartiglio.
Nel mese di aprile del 2021, vi è una collaborazione con Fortnite Battle Royale, sviluppato da Epic Games, che vede la protagonista Aloy prendere parte all'universo virtuale del popolare videogioco, assieme a tutto un set di oggetti cosmetici a lei dedicati. Inoltre, un'inedita modalità a tempo limitato permette ai giocatori di vestire i panni del personaggio, affiancato da Lara Croft.

### Film
Nel gennaio 2025, alla presentazione del CES di Las Vegas, Sony ha annunciato un adattamento cinematografico del videogioco.